# Hyalogryllacris munda
Hyalogryllacris munda är en insektsart som först beskrevs av Walker, F. 1869.  Hyalogryllacris munda ingår i släktet Hyalogryllacris och familjen Gryllacrididae.

## Underarter
Arten delas in i följande underarter:
- H. m. molineusiana
- H. m. munda